# 피에르 보나르
피에르 보나르 (Pierre Bonnard, 1867년 10월 3일 - 1947년 1월 23일)는 프랑스 출신 화가이다.
피에르 보나르는 프랑스의 화가이자 판화제작자이다. 후기인상파 중 전위 화가 단체인 나비(Les Nabis)파의 창립자이다. 보나르는 그림을 참조로 하여 기억에서부터 작업하는 것을 좋아하였으며, 그의 그림은 종종 꿈 같은 느낌을 특징으로 한다. 그의 그림 중 가장 잘 알려진 매우 개인적인 그림들에는 그의 부인 마르트 드 멜리니(Marthe de Meligny, 마르트는 그녀의 세례명이었고 그녀의 본명은 마리아 부르쟁 Maria Boursin인데 그녀는 보나르와 결혼하기 전까지 마르트 드 멜리니라는 이름을 사용했다)가 자주 등장한다. 그는 평생에 걸쳐 그녀의 그림을 384점이나 그렸다.
그의 작품이 특별히 우월한 점은 통상적인 그림 구조가 아니라 관능적인 색채, 시(詩)적인 암시, 시각적 재치에 있다. 인상주의의 후기 멤버로 인정되지만, 보나르는 색의 독특한 사용과 복잡한 상상력으로 알려지게 되었다. Roberta Smith는 '보나르의 작품에서 발산되는 것은 색채만이 아니다.
매끄럽게 연마되고, 다채로운 색의 베일로 가려졌으며, 예상치않은 공간적 수수께끼와 알아보기 어려운 형상들에 의해 강조된 뒤섞인 감정의 열기도 있다.'라고 말하였다.
보나르는 '20세기의 모든 위대한 화가중 가장 특이한 인물'로 묘사되어 왔다.

## 성장기
보나르는 1867년 10월 3일, 프랑스 파리의 서쪽 교외지역인 Hauts-de-Seine의 Fontenay-aux-Roses에서 태어났다. 프랑스 국방부 중요 관료의 아들로서, 어린 시절을 행복하고 걱정없이 보냈다. 아버지의 요구에 따라 법을 공부하였으며, 변호사로서 잠시 일하였다. 그러나 한편으로는 미술 수업도 들었으며, 곧 화가가 되기로 결심하였다.

## 경력
보나르는 1891년 툴루즈 로트렉(Toulouse-Lautrec)을 만나며, 독립예술가협회(Society of Independent Artists, Société des Artistes Indépendants)의 연례 전시회에 작품을 출품하기 사작하였다. 같은 해에 보나르는 1889년부터 1903년까지 발간된 미술, 문학 잡지인 La Revue Blanche에 관여하기 시작하여, Édouard Vuillard와 함께 권두 삽화를 그렸다. 첫번째 개인전은 1896년 Galerie Durand-Ruel에서 열렸다.
보나르는 20대 때에는 상징적, 정신적 본성을 표현하고자 하는 젊은 화가들의 모임인 Nabi파 (Les Nabis)의 일원이 되었다. 나비파의 다른 인물로는 Vuillard와 Maurice Denis가 있다. 보나르는 그림뿐만 아니라 포스터와 책의 삽화, 판화, 극장 세트 그림등으로도 알려지게 되었다. 1910에는 파리는 떠나 프랑스 남부로 갔다.
보나르의 친구와 역사가들은 그를 '조용한 한결같은 기질'이라고 평하였으며, 겸손하게 독자적인 인물이었다. 그의 일생은 비교적 '긴장과 역경의 반전'이 없는 편이었다. 그는 60년 동안 한결같은 발전으로 작품활동을 하였다.

## 과정
보나르는 특히 작은 붓 자국과 비슷한 명도로 이루어진 영역에서의 색의 강렬한 사용으로 알려져있다. 그의 복잡한 작품 - 전형적인 것으로는 많은 친구와 가족들이 있는 햇볓이 비치는 실내와 정원 같은 - 은 서술적이며 자서전적이다. 그의 부인 마르테(Marthe)는 수십년동안 늘 함께한 대상이었다. 음식이 남아있는 식탁에 앉아있기도 하고, 목용통에 비스틈히 있는 일련의 그림에서처럼 누드도 있다. 보나르는 또한 몇 개의 자화상, 풍경화, 거리의 모습등도 그렸으며, 보통 꽃과 과일을 대상으로 하는 많은 정물화를 그렸다.
보나르는 생물에서 바로 그리기 보다는 그의 주제를 그렸다. 때로는 사진을 찍고 색에 대한 주석을 붙였다. 스튜디오에서 주석에 따라 캔버스에 그림을 그렸다. 그가 말하기를 "나는 모든 주제를 손안에 쥐고 있다. 돌아가서 이것들을 살펴본다. 그리고 나서 집으로 간다. 그리고 그리기 시작하기 전에 나는 다시 생각하며, 꿈을 꾼다."
그는 작은 스튜디오의 벽에 못질을 해둔 여러 개의 캔버스들에 동시에 작업을 하였다. 이런 방식으로, 그는 그림의 형태를 더 자유롭게 결정할 수가 있었다. "만약 나의 캔버스들이 틀에 팽팽하게 당겨져 있었다면 상당히 곤혹스러웠을 것이다. 나는 어떤 면을 내가 선택할지를 결코 미리 알지 못했다."

## 후기 및 사망

자화상 1945

보나르의 작품들은 1938년 시카고 미술관(Art Institute of Chicago)에서 Vuillard의 것들과 함께 큰 전시회가 열렸다. 1947년 프랑스 남동부 칸과 붙어있는 마을인 르 까네(Le Cannet)에 있는 작은 집에서 사망하기 1주일전에 마지막 작품인 'The Almond Tree in Blossom'을 완성하였다. 뉴욕 현대미술관에서는 1948년, 원래는 작가의 80번째 생일을 축하하기 위해 기획되었던, 사후 회고전이 열렸다.
보나르는 대중적인 관심을 싫어하였지만, 그의 작품은 생전에 잘 팔렸다. 하지만 그가 사망했을 때는 그의 명성은 벌써 뒤이은 전위예술의 발달에 의해 이미 어두워졌다. Christian Zervos라는 비평가는 1947년 그의 작품을 사후 검토하고는 인상주의와의 관계에서 평가하면서, 좀 부족하다고 말하였다. 그는 "보나르의 작품에서는 인상주의는 무미건조해지고, 하락하고 있다."라고 썼다. 이 비평에 대하여 앙리 마티스는 "그래! 보나르는 우리 시대의 위대한 화가이며, 당연히 후세에도."라고 하였다.

## 사후의 인정
1998년 보나르 작품의 큰 전시회가 2 번 열렸다. 런던의 Tate Gallery에서 2월부터 5월까지, 뉴욕의 현대미술관에서 6월부터 10월까지.
2009년 메트로폴리탄 미술관에서 'Pierre Bonnard: The Late Interiors'라는 제목으로 전시회가 열렸다. Jed Perf라는 비평가는 'The New Public'이라는 잡지에 다음과 같이 썼다.
"보나르는 20세기의 위대한 화가들 중에서 가장 완벽하게 독특한 인물이다. 그를 지탱한 것은 그림의 구조와 질서에 대한 통상적인 생각이 아니라, 시각적 취향, 심리학적 통창, 시(詩)적 느낌들의 독특한 조합이다. 그는 또한 직관적인 지혜라고 특징지을만한 능력을 가지고 있었는데, 이는 그림을 그리는데 보탬이 되는 본능이다. 거의 틀림없이 그는 그의 관능미가 감당할 수 없는, 그래서 모순적인 주석을 붙여야하는 정학한 포인트를 인식하고 있다.